# Masthermannia ornatissima
Masthermannia ornatissima är en kvalsterart som beskrevs av Pérez-Íñigo och Baggio 1988. Masthermannia ornatissima ingår i släktet Masthermannia och familjen Nanhermanniidae. Inga underarter finns listade i Catalogue of Life.